# Giải bóng đá Hạng Nhì Quốc gia 2012 (kết quả chi tiết)
Đây là lịch thi đấu và kết quả chi tiết Giải bóng đá hạng nhì quốc gia 2012 với 17 câu lạc bộ tham dự.

## Vòng bảng
| Màu sắc dùng trong bảng                 |
| --------------------------------------- |
| Đội giành quyền vào Bán kết             |
| Đội đứng thứ nhì có thành tích tốt nhất |
| Đội bị xuống hạng                       |

### Bảng A
| XH | Đội bóng           | Trận | T | H | B | Điểm | BT | BTSK | BB | HS  | TV | TĐ |
| -- | ------------------ | ---- | - | - | - | ---- | -- | ---- | -- | --- | -- | -- |
| 1  | GM MIKADO Nam Định | 8    | 7 | 1 | 0 | 22   | 17 | 8    | 2  | 15  | 12 | 0  |
| 2  | Huế                | 8    | 5 | 1 | 2 | 16   | 12 | 4    | 7  | 5   | 24 | 2  |
| 3  | Phadin Quảng Ngãi  | 8    | 3 | 1 | 4 | 10   | 9  | 6    | 9  | 0   | 15 | 1  |
| 4  | Công an Nhân dân   | 8    | 1 | 3 | 4 | 6    | 4  | 1    | 13 | -9  | 23 | 1  |
| 5  | Phú Yên            | 8    | 0 | 2 | 6 | 2    | 3  | 1    | 14 | -11 | 15 | 2  |

| Lượt đi   | Lượt đi      | Lượt đi | Trận                | Trận | Trận               | Lượt về | Lượt về      | Lượt về   |
| --------- | ------------ | ------- | ------------------- | ---- | ------------------ | ------- | ------------ | --------- |
| Ngày      | Sân          | Tỷ số   | Đội                 | -    | Đội                | Tỷ số   | Sân          | Ngày      |
| 29/5/2012 | Thiên Trường | 3-0     | GM Mikado Nam Định  | -    | Huế                | 0-0     | Tự Do        | 2/6/2012  |
| 29/5/2012 | Phú Yên      | 1-2     | Phú Yên             | -    | Pha Đin Quảng Ngãi | 1-2     | Quảng Ngãi   | 2/6/2012  |
| 8/6/2012  | Hà Đông      | 2-1     | Công an Nhân dân    | -    | Huế                | 1-4     | Tự Do        | 2/7/2012  |
| 8/6/2012  | Thiên Trường | 3-0     | GM. Mikado Nam Định | -    | Phú Yên            | 2-0     | Phú Yên      | 3/7/2012  |
| 14/6/2012 | Hà Đông      | 1-2     | Công an Nhân dân    | -    | GM Mikado Nam Định | 0-2     | Thiên Trường | 19/7/2012 |
| 14/6/2012 | Huế          | 1-0     | Huế                 | -    | Phađin Quảng Ngãi  | 1-0     | Quảng Ngãi   | 19/7/2012 |
| 20/6/2012 | Quảng Ngãi   | 0-0     | Phađin Quảng Ngãi   | -    | Công an Nhân dân   | 4-0     | Hà Đông      | 8/7/2012  |
| 20/6/2012 | Huế          | 3-1     | Huế                 | -    | Phú Yên            | 2-0     | Phú Yên      | 8/7/2012  |
| 26/6/2012 | Phú Yên      | 0-0     | Phú Yên             | -    | Công an Nhân dân   | 0-0     | Hà Đông      | 13/7/2012 |
| 26/6/2012 | Quảng Ngãi   | 1-4     | Phađin Quảng Ngãi   | -    | GM.Mikado Nam Định | 0-1     | Thiên Trường | 13/7/2012 |

### Bảng B
| XH | Đội bóng              | Trận | T | H | B | Điểm | BT | BTSK | BB | HS | TV | TĐ |
| -- | --------------------- | ---- | - | - | - | ---- | -- | ---- | -- | -- | -- | -- |
| 1  | Trẻ Khatoco Khánh Hòa | 10   | 6 | 1 | 3 | 19   | 12 | 11   | 9  | 3  | 16 | 0  |
| 2  | Đắk Lắk               | 10   | 5 | 3 | 2 | 18   | 13 | 7    | 8  | 5  | 24 | 1  |
| 3  | V&V United            | 10   | 3 | 4 | 3 | 13   | 10 | 3    | 10 | 0  | 20 | 2  |
| 4  | Ninh Thuận (TNSG)     | 10   | 3 | 3 | 4 | 12   | 8  | 4    | 10 | -2 | 24 | 0  |
| 5  | Bình Thuận            | 10   | 3 | 2 | 5 | 11   | 15 | 6    | 16 | -1 | 24 | 1  |
| 6  | Trẻ Sài Gòn           | 10   | 2 | 3 | 5 | 9    | 9  | 2    | 14 | -5 | 19 | 1  |

| Lượt đi   | Lượt đi       | Lượt đi | Trận              | Trận | Trận              | Lượt về | Lượt về       | Lượt về   |
| --------- | ------------- | ------- | ----------------- | ---- | ----------------- | ------- | ------------- | --------- |
| Ngày      | Sân           | Tỷ số   | Đội               | -    | Đội               | Tỷ số   | Sân           | Ngày      |
| 28/5/2012 | Phú Yên       | 2-1     | V&V United        | -    | Ninh Thuận FC     | 0-2     | Ninh Thuận    | 26/6/2012 |
| 29/5/2012 | Phan Thiết    | 2-1     | Bình Thuận        | -    | Trẻ Sài Gòn       | 1-2     | Thống Nhất    | 26/6/2012 |
| 29/5/2012 | Buôn Ma Thuột | 0-1     | Đăk Lăk           | -    | Khatoco Khánh Hòa | 1-0     | Nha Trang     | 26/6/2012 |
| 2/6/2012  | Ninh Thuận    | 0-0     | Ninh Thuận FC     | -    | Đăk Lăk           | 0-1     | Buôn Ma Thuột | 2/7/2012  |
| 3/6/2012  | Nha Trang     | 0-2     | Khatoco Khánh Hòa | -    | Bình Thuận        | 3-2     | Phan Thiết    | 2/7/2012  |
| 4/6/2012  | Thống Nhất    | 1-1     | Trẻ Sài Gòn       | -    | V&V United        | 0-2     | Phú Yên       | 2/7/2012  |
| 8/6/2012  | Thành Long    | 1-2     | Trẻ Sài Gòn       | -    | Khatoco Khánh Hòa | 0-1     | Nha Trang     | 8/7/2012  |
| 8/6/2012  | Phan Thiết    | 1-1     | Bình Thuận        | -    | Ninh Thuận FC     | 1-2     | Thống Nhất    | 8/7/2012  |
| 9/6/2012  | Phú Yên       | 1-1     | V&V United        | -    | Đăk Lăk           | 0-1     | Buôn Ma Thuột | 8/7/2012  |
| 14/6/2012 | Nha Trang     | 0-0     | Khatoco Khánh Hòa | -    | V&V United        | 2-1     | Phú Yên       | 13/7/2012 |
| 14/6/2012 | Buôn Ma Thuột | 3-1     | Đăk Lăk           | -    | Bình Thuận        | 1-3     | Phan Thiết    | 13/7/2012 |
| 14/6/2012 | Ninh Thuận    | 0-0     | Ninh Thuận FC     | -    | Trẻ Sài Gòn       | 0-2     | Thành Long    | 13/7/2012 |
| 20/6/2012 | Phú Yên       | 1-1     | V&V United        | -    | Bình Thuận        | 2-1     | Phan Thiết    | 19/7/2012 |
| 20/6/2012 | Nha Trang     | 0-2     | Khatoco Khánh Hòa | -    | Ninh Thuận FC     | 3-0     | Ninh Thuận    | 19/7/2012 |
| 20/6/2012 | Buôn Ma Thuột | 1-1     | Đăk Lăk           | -    | Trẻ Sài Gòn       | 4-1     | Thành Long    | 19/7/2012 |

### Bảng C
| XH | Đội bóng                  | Trận | T | H | B | Điểm | BT | BTSK | BB | HS | TV | TĐ |
| -- | ------------------------- | ---- | - | - | - | ---- | -- | ---- | -- | -- | -- | -- |
| 1  | Bà Rịa Vũng Tàu           | 10   | 5 | 5 | 0 | 20   | 22 | 18   | 4  | 18 | 15 | 0  |
| 2  | Cà Mau                    | 10   | 4 | 5 | 1 | 17   | 14 | 4    | 8  | 6  | 26 | 0  |
| 3  | Tiền Giang                | 10   | 2 | 6 | 2 | 12   | 12 | 4    | 12 | 0  | 14 | 4  |
| 4  | Đồng Tâm Window Long An   | 10   | 2 | 4 | 4 | 10   | 7  | 3    | 15 | -8 | 17 | 2  |
| 5  | Trẻ Thành phố Hồ Chí Minh | 10   | 1 | 5 | 4 | 8    | 11 | 5    | 18 | -7 | 21 | 1  |
| 6  | Bình Phước                | 10   | 1 | 5 | 4 | 8    | 6  | 3    | 15 | -9 | 16 | 0  |

| Lượt đi   | Lượt đi    | Lượt đi | Trận                      | Trận | Trận                      | Lượt về | Lượt về    | Lượt về   |
| --------- | ---------- | ------- | ------------------------- | ---- | ------------------------- | ------- | ---------- | --------- |
| Ngày      | Sân        | Tỷ số   | Đội                       | -    | Đội                       | Tỷ số   | Sân        | Ngày      |
| 29/5/2012 | Bình Phước | 1-1     | Bình Phước                | -    | Bà Rịa Vũng Tàu           | 0-4     | Bà Rịa     | 26/6/2012 |
| 29/5/2012 | Tiền Giang | 3-0     | Tiền Giang                | -    | Đồng Tâm Window Long An   | 0-0     | Long An    | 26/6/2012 |
| 29/5/2012 | Phú Nhuận  | 2-2     | Trẻ Thành phố Hồ Chí Minh | -    | Cà Mau                    | 0-2     | Cà Mau     | 26/6/2012 |
| 2/6/2012  | Bà Rịa     | 0-0     | Bà Rịa Vũng Tàu           | -    | Tiền Giang                | 3-1     | Tiền Giang | 2/7/2012  |
| 2/6/2012  | Long An    | 2-1     | Đồng Tâm Window Long An   | -    | Trẻ Thành phố Hồ Chí Minh | 1-1     | Phú Nhuận  | 2/7/2012  |
| 2/6/2012  | Cà Mau     | 1-1     | Cà Mau                    | -    | Bình Phước                | 1-0     | Bình Phước | 2/7/2012  |
| 8/6/2012  | Bình Phước | 0-0     | Bình Phước                | -    | Tiền Giang                | 1-1     | Tiền Giang | 8/7/2012  |
| 8/6/2012  | Phú Nhuận  | 0-4     | Trẻ Thành phố Hồ Chí Minh | -    | Bà Rịa Vũng Tàu           | 0-2     | Bà Rịa     | 8/7/2012  |
| 8/6/2012  | Cà Mau     | 0-0     | Cà Mau                    | -    | ĐT Window Long An         | 1-1     | Long An    | 8/7/2012  |
| 14/6/2012 | Long An    | 2-0     | Đồng Tâm Window Long An   | -    | Bình Phước                | 1-2     | Bình Phước | 13/7/2012 |
| 14/6/2012 | Tiền Giang | 2-2     | Tiền Giang                | -    | Trẻ Thành phố Hồ Chí Minh | 2-2     | Phú Nhuận  | 13/7/2012 |
| 14/6/2012 | Bà Rịa     | 0-0     | Bà Rịa Vũng Tàu           | -    | Cà Mau                    | 1-1     | Cà Mau     | 13/7/2012 |
| 20/6/2012 | Bình Phước | 0-3     | Bình Phước                | -    | Trẻ Thành phố Hồ Chí Minh | 1-1     | Phú Nhuận  | 19/7/2012 |
| 20/6/2012 | Long An    | 0-6     | Đồng Tâm Window Long An   | -    | Bà Rịa Vũng Tàu           | 1-1     | Bà Rịa     | 19/7/2012 |
| 20/6/2012 | Tiền Giang | 1-0     | Tiền Giang                | -    | Cà Mau                    | 2-4     | Cà Mau     | 19/7/2012 |

## Vòng Bán kết
Chiều 30/7/2012, trên sân vận động Chi Lăng - TP.Đà Nẵng diễn ra hai trận bán kết giải bóng đá hạng nhì quốc gia 2012 giữa GM.Mikado Nam Định gặp Trẻ Khatoco Khánh Hoà và Bà Rịa Vũng Tàu gặp Huế.
Ở trận bán kết đầu tiên, sau 90 phút thi đấu chính thức GM.Mikado Nam Định và Trẻ Khatoco Khánh Hòa hoà nhau với tỷ số 0-0. Ở loạt đá 11m may rủi, đội Trẻ Khatoco Khánh Hoà đã vượt qua đội bóng thành Nam với tỷ số 4-3. Như vậy, Trẻ Khatoco Khánh Hoà chính thức giành tấm vé thăng hạng Nhất mùa giải 2013 đồng thời đội bóng trẻ phố Biển cũng giành quyền vào chơi trận chung kết của giải.
Trong khi đó, trận bán kết còn lại giữa Bà Rịa Vũng Tàu gặp Huế cũng kết thúc với kết quả không bàn thắng trong hai hiệp đấu chính thức. Trên chấm penalty, Bà Rịa Vũng Tàu vượt qua đội bóng cố đô với tỷ số 4-3.
Như vậy, Bà Rịa Vũng Tàu và Trẻ Khatoco Khánh Hòa chính thức lên chơi tại hạng Nhất mùa giải tới. Ngoài ra, hai đội bóng này sẽ gặp nhau tại trận chung kết tranh ngôi vô địch giải bóng đá hạng nhì quốc gia 2012 diễn ra vào ngày 1/8/2012.
| GM. Mikado Nam Định | 0 - 0 (3-4, pen.) | Trẻ Khatoco Khánh Hoà  |
| ------------------- | ----------------- | ---------------------- |
| Vũ Hữu Quý (23) 45' |                   | Võ Ngọc Cường (25) 78' |

| Bà Rịa Vũng Tàu         | 0 - 0 (4-3, pen.) | Huế                   |
| ----------------------- | ----------------- | --------------------- |
| Trần Quốc Thịnh (5) 63' |                   | Phạm Thế Nhật (22) 2' |

## Trận Chung kết
Chiều 1/8/2012, trên sân vận động Chi Lăng - TP.Đà Nẵng diễn ra trận chung kết giải bóng đá hạng nhì quốc gia 2012 giữa Trẻ Khatoco Khánh Hoà gặp Bà Rịa Vũng Tàu.
Với bàn thắng duy nhất của cầu thủ mang áo số 12 Nguyễn Trí Trọng ghi được ở phút thứ 71, Bà Rịa Vũng Tàu xuất sắc vượt qua đội bóng Trẻ Khatoco Khánh Hòa với tỷ số tối thiểu 1-0 để lên ngôi vô địch tại giải bóng đá hạng nhì quốc gia năm 2012.
Phần thưởng ngôi vô địch dành cho đoàn quân HLV Nguyễn Trung Hậu là bảng danh vị và khoản tiền thưởng 60 triệu đồng. Trong khi đó, Trẻ Khatoco Khánh Hòa xếp thứ Nhì toàn giải với 40 triệu đồng.
Như vậy. giải bóng đá hạng nhì quốc gia 2012 chính thức khép lại với kết quả như sau: Hai đội Bà Rịa Vũng Tàu và Trẻ Khatoco Khánh Hòa chính thức lên chơi giải hạng Nhất QG năm 2013. Còn lại đội Bình Phước xuống chơi giải hạng Ba ở mùa giải tới.
| Trẻ Khatoco Khánh Hòa      | 0 - 1 | Bà Rịa Vũng Tàu                                                              |
| -------------------------- | ----- | ---------------------------------------------------------------------------- |
| Nguyễn Trung Hiếu (15) 64' |       | Nguyễn Trọng Trí 71' · Ngô Viết Phú (8) 41' · Nguyễn Trần Bảo Trung (15) 87' |